# ГЕС Кастро
ГЕС Кастро (ісп. Presa de Castro) — гідроелектростанція на заході Іспанії. Розташована між ГЕС Вільялькампо (вище по течії) та португальською ГЕС Міранда, входить до каскаду на річці Дуеро, що є найбільшою на північному заході Піренейського півострова та впадає в Атлантичний океан вже на території Португалії.
Для роботи станції річку перекрили гравітаційною греблею висотою 55 метрів та довжиною 144 метри, на спорудження якої пішло 87 тис. м3 матеріалу. Вона утримує сховище об'ємом 27 млн м3 (корисний об'єм 22 млн м3) та через тунель спрямовує воду в розташовану поруч долину Арройо-де-ла-Рібера (права притока Дуеро). Остання за декілька десятків метрів від гирла перекрита другою гравітаційною греблею висотою 46 метрів та довжиною 124 метри, що потребувала 80 тис. м3 матеріалу.
У 1952 році ввели в експлуатацію машинний зал, інтегрований у греблю Арройо-де-ла-Рібера. Його обладнали двома турбінами типу Френсіс потужністю по 39,9 МВт, що працюють при напорі у 42 метри. В 1977-му їх доповнили третьою турбіною потужністю 110 МВт, розташованою в підземному машинному залі на лівому березі Дуеро, за дві сотні метрів від основної греблі. Вона використовує такий саме напір та разом з першою чергою забезпечує виробництво 755 млн кВт-год електроенергії на рік.
Зв'язок з енергосистемою відбувається по ЛЕП, що працює під напругою 220 кВ.